# Jezioro Wierzbińskie

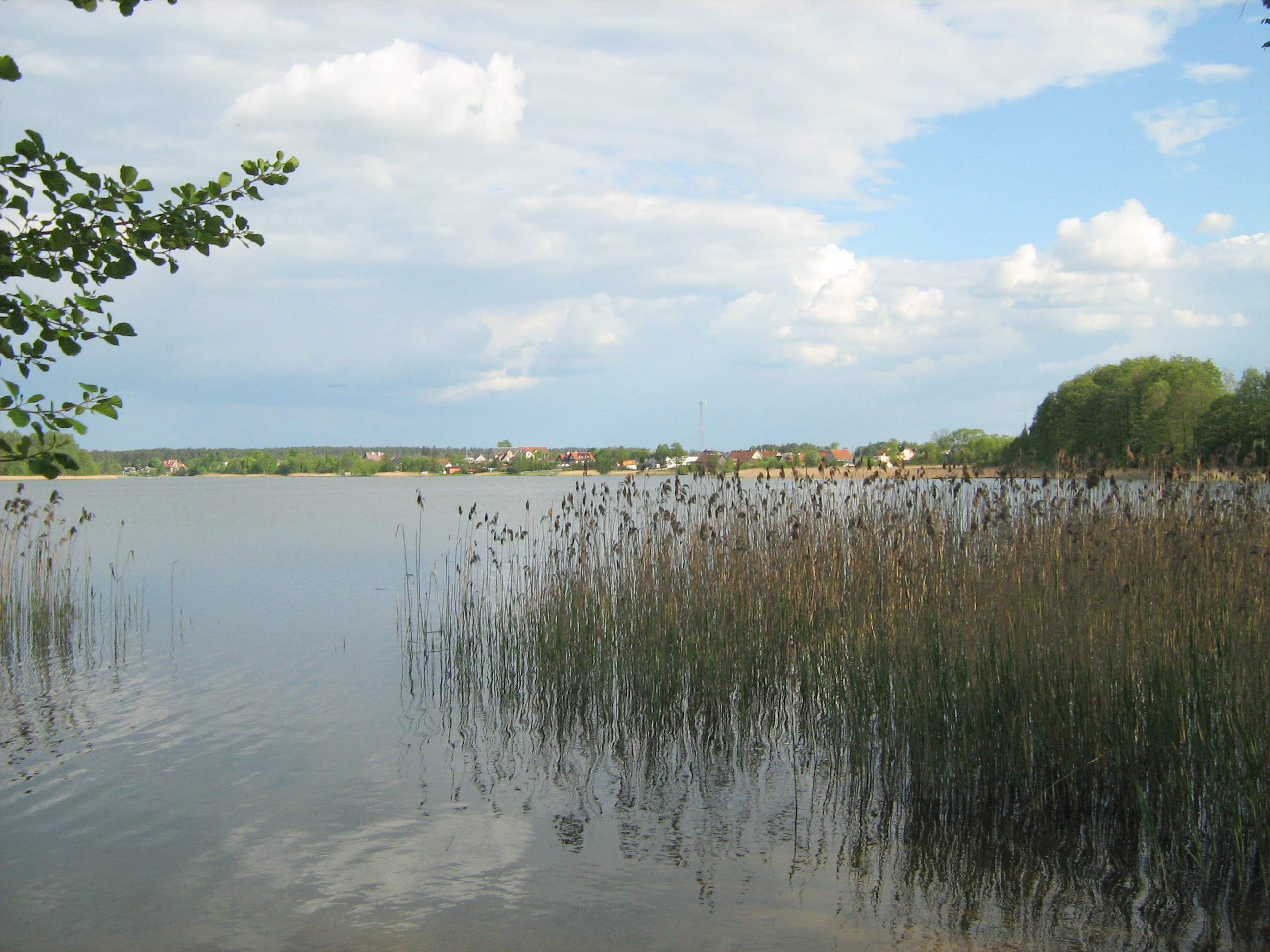
Jezioro Wierzbińskie, w oddali Wierzbiny

Jezioro Wierzbińskie nazywane również Zatoką (Wiersbinner See) – jezioro w Polsce, w Krainie Wielkich Jezior Mazurskich, położone w województwie warmińsko-mazurskim, w powiecie piskim, w gminie Orzysz, pomiędzy Orzyszem a Wierzbinami.

## Charakterystyka
Ma wydłużony kształt z głębszym plosem południowym i wypłaconym północnym. Oddzielone jest od jeziora Orzysz półwyspem Ameryka, który nazywany jest również Grądzikiem. Na tym półwyspie znajduje się prehistoryczne stanowisko obróbki kamienia.
Jezioro w niewielkim stopniu zarastają makrofity wynurzone, które zajmują 10,7% powierzchni zwierciadła wody. Brak informacji o roślinności zanurzonej. Podłoże zlewni zbudowane jest głównie z piasków i żwirów. Linię brzegową jeziora w 30% zajmują lasy, w 30% łąki i pastwiska oraz w 18% grunty orne. Zabudowania stanowią 22%.

## Turystyka
Jest to jezioro typu linowo-szczupakowego. Stąd prowadzi szlak kajakowy na jeziora Orzysz i Śniardwy.